# 團 (軍隊)

北约APP-6A标图符号，三杠代表团

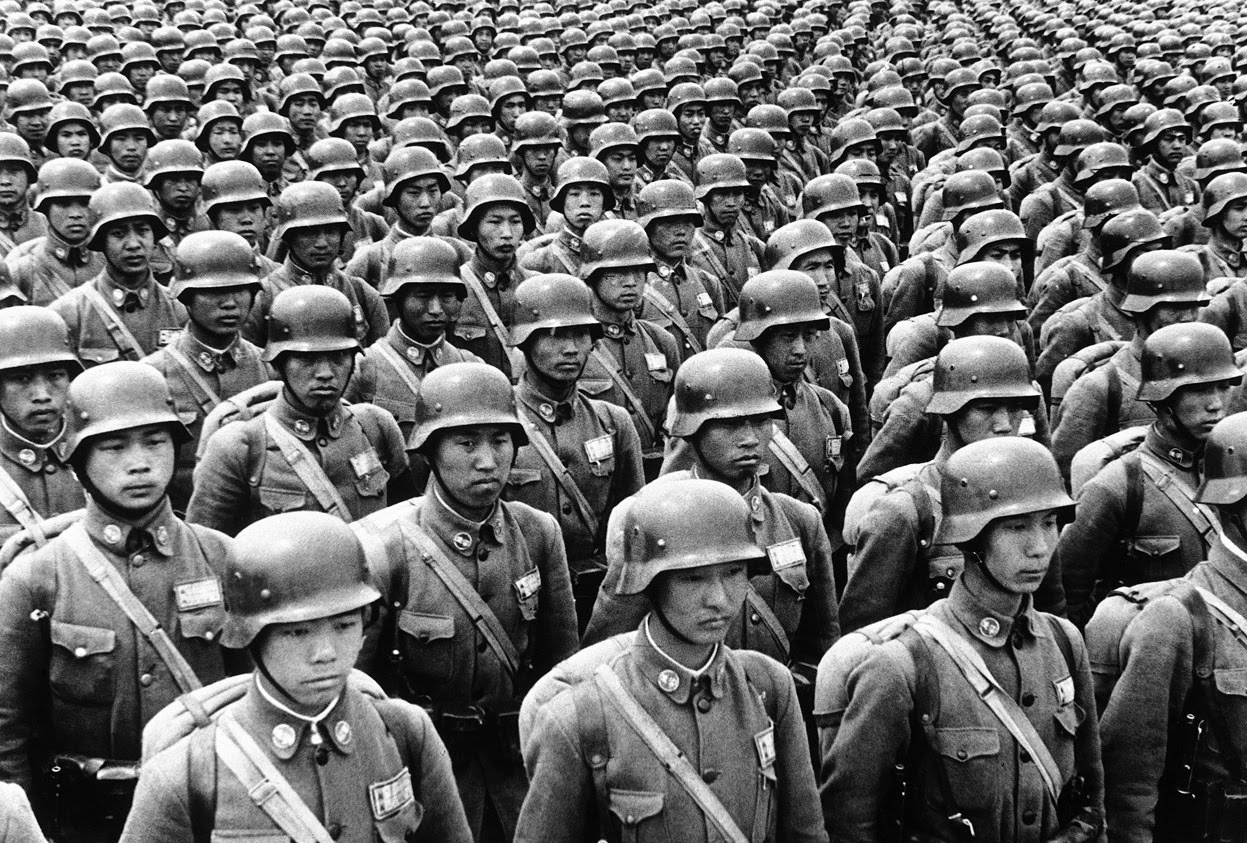
中華民國抗戰時期中央軍團

团是现代军队的一个单位，欧美国家的军编制通常會包括八百人左右的士兵，在亞洲国家的编制一般則在两千人左右。团有指揮的能力，最高指挥官是团长。

## 西方团級軍事部隊的兴起
当士兵由跟随骑士的一批人演变成更有系统的军队时，法语这个词便在公元16世纪末进入军事领域。团的士兵数目主要依从它所隶属的军队之兵力和伤亡而定，例如在美国南北战争时，一般的团拥有超过一千名的士兵，但在内战结束时，邦联軍的團有时僅有相等于连的不到一百名士兵兵力。在英军的方面，团以上的军队结构是依各种军事任务而改变。
正因为团通常是最大的永久军队单位，很多軍隊的团通常都可以追溯数世纪的长久历史，例如英军现存最古老的团是在1537年创立的榮譽砲兵連（Honourable Artillery Company），在1650年建立的冷溪衛隊（Coldstream Guards）则是最古老的步兵团。
美军曾一度有团的组织，但现时除骑兵以外，团则以旅代替。虽然每个营和纵队都因为它们的历史背景而隶属于某一团，但只有骑兵团是在战争时隶属于师。这些团通常是因为历史原因而继续存在的，因此被称为“荣誉团”。

## 团的种类
现代军队的一级编制，由若干个营组成。
在现代军队编制中，各国对团的设定和使用并不一样：
- 在英国，团作为一种荣誉单位永久保留，但是在实际的作战中并没有作用。英国的团编制常比世界上大多数国家的小一个等级，即类似于美、苏等军队中的营级编制大小。
- 在苏联，团作为一个战役战术单位，一般用于完成特定战斗中的军事或勤务任务。在编制上通常由多个技术兵种混合编成；团需要在师的框架内协同作战，基本不具有独立作战能力。
- 在美国，团的编制和任务并不固定，并且经常调整，自二战开始美军以团为单位加强以辅助部队组建团级战斗队作为团的形式，团级战斗队也全面参加朝鲜战争。20世纪50年代的五群制师计划将师内的团一级编制撤销，拆编成的营编入各个战斗群；这次改革失败之后，美军在ROAD师编制中以旅替代师下轄的团；86年师和进入新千年后旅级战斗队的编成也没有影响这一点。现在美国陆军在军事编制中仅保留有少量编成方式等同于旅级战斗队的装甲骑兵团，其旅内各营保留团番号，但仅作为荣誉称号。美国海军陆战队的师内编制仍为团级战斗队。
- 在中國大陸，团一级编制曾经作为基本的战役战术单位使用，是战役中的最小指挥单位。随着1998年起推进“师改旅”与合成化改革，基本战役单位由团变为合成营，陆军除新疆军区与北京卫戍区以外不再有团级作战编制；空军和海军航空兵则保留着大型机团。

团在军事编制中的变迁主要是由于军事指挥工具和军事战略变革所引起的。在早期的战争中，由于军事指挥工具的限制，使得高级指挥机关不得不增加指挥的层级以保障军令能贯彻到基层的部队中；但是在现代战争条件下，一方面新的军事指挥工具可以保证指挥机关能快速有效的将命令传达给基层作战单位，另一方面战争也要求军队保持灵活和简洁的组织结构以对应战局的变化和减轻后勤负担。因此，团在许多国家军队的军事编制中也发生变化。
团的指挥官由军官担任，称为团长，军衔一般是上校或者中校。
在中國大陸，解放軍團長和縣長位階平級。
在日本自衛隊中，「團」（日語：団）則是指類似於旅團的特殊部隊編制，滿員編額約3千人至4千人不等。與其他國家的團對等的是聯隊(連隊)。
中華民國國軍於1969年撤軍、撤團，至此，中華民國陸軍無團級編制，撤銷前團長軍銜通常是上校編階。
在空軍的體系中，大隊與團相當。指揮官（大隊長）軍銜通常是上校。